# Coupe arabe féminine des clubs champions de basket-ball
La Coupe Arabe des clubs champions de basket-ball féminin  est une compétition sportive qui existe depuis 1990 et qui a été organisée 23 fois jusqu'ici. Elle réunit en principe les clubs arabes de basket-ball féminin ayant remporté leur championnat national, mais elle est ouverte à plus d'un club par pays.
Seuls les clubs tunisiens, libanais, égyptiens et algériens l'ont remportée. 

## Palmarès
| édition | Année | Hote                        | Vainqueur                        | Finaliste                         | 3e Place             |
| ------- | ----- | --------------------------- | -------------------------------- | --------------------------------- | -------------------- |
| 1       | 1990  | Amman (Jordanie)            | Stade Tunisien                   | NA Hussein-Dey                    | Al-Thaoura Club      |
| 2       | 1991  |                             | Stade Tunisien                   | Al-Horiya Alep                    | Al-Hilal de Tunis    |
| 3       | 1992  |                             | Sporting                         | Al-Jalaa Damas                    | Al-Hilal Tunis       |
| 4       | 1993  |                             | Al- Hilal de Tunis               | Club Assayd                       | Club sportif sfaxien |
| 5       | 1995  |                             | Stade Tunisien                   | Al-Hilal de Tunis                 | Al Ahly Le Caire     |
| 6       | 1996  | Beyrouth (Liban)            | Ahly Le Caire                    | Stade Tunisien                    | Homenetmen Beyrouth  |
| 7       | 1997  | Nabeul (Tunisie)            | Stade Tunisien                   | Al-Hilal de Tunis                 | Homenetmen Beyrouth  |
| 8       | 1998  | Beyrouth (Liban)            | SC Alexandrie                    | Club Sportif Sfaxien              | Homenetmen Beyrouth  |
| 9       | 1999  |                             | Club Sportif Sfaxien             | Al Ahly Le Caire                  | CSP Circulation      |
| 10      | 2000  |                             | Club Sportif Sfaxien             | Zitouna Sports                    | Ahly Le Caire        |
| 11      | 2001  |                             | CSP Circulation                  | SC Alexandrie                     | Club Sportif Sfaxien |
| 12      | 2002  |                             | Club Sagesse                     | Al Ahly Le Caire                  | Club Sportif Sfaxien |
| 13      | 2006  | Dubaï (Émirats arabes unis) | Antranik Beyrouth                | Al Wahda Damas                    | OC Alger             |
| 14      | 2007  |                             | Antranik Beyrouth                | CS Sfaxien                        | FA Rabat             |
| 15      | 2010  | Rabat (Maroc)               | ES Cap Bon                       | Gezira SC                         | Sporting             |
| 16      | 2014  | Alexandrie (Égypte)         | Riyadi Club Beyrouth             | Sporting                          | GSPAlger             |
| 17      | 2015  | (Égypte)                    | Riyadi Club Beyrouth             | Club Assayed                      | GSPAlger             |
| 18      | 2016  | (Jordanie)                  | GSPAlger                         | Chabab Al Fuhays                  | Club Assayed         |
| 19      | 2017  | (Liban)                     | Homenetmen Beyrouth (61 paniers) | Club Sportif Sfaxien (50 paniers) | Chabab Al Fuhays     |
| 20      | 2018  | (Égypte)                    | Homenetmen Beyrouth (83 paniers) | Al Ahly Le Caire (57 paniers)     | Chabab Al Fuhays     |
| 21      | 2019  | (Maroc)                     | Beirut Club (66 paniers)         | ES Cap Bon (54 paniers)           | GSPAlger             |
| -       | 2020  | -                           | Non disputée                     | -                                 |                      |
| 22      | 2021  | (Liban)                     | Beirut Club (69 paniers)         | Al-Thawra SC (64 paniers)         | Fahis                |
| 23      | 2022  | Nabeul (Tunisie)            | Beirut Club (69 paniers)         | Smouha SC (64 paniers)            | ES Cap Bon           |

### Edition 1990
- La Premiére édition du championnat arabe des clubs champions de basket-ball féminines été déroulée a Amman en  Jordanie du samedi 28 avril 1990 jusqu'a . mai 1990 .
- Equipes Participantes : -
- Nadi Al-Orthodoxe  Jordanie , Ahly Amman  Jordanie , Nadi Al-Chorta  Irak , Nadi Al-Thoura  Syrie , Stade Tunisien  Tunisie , NA Hussein-Dey  Algérie .
- le tournoi se joura en mini-championnat .
- Source [3]
- Résultats : -
- samedi 28 avril 1990 a Amman : -
- Match d'Ouverture : - Farik Al-Chorta  Syrie bat Nadi Al-Orthodoxe  Jordanie 66 à 54 .
- Source [4]

### Édition 1997
- La septième édition du championnat arabe des clubs champions féminin de basket-ball s'était déroulée à Neuble en  Tunisie du 16 au 30 mars 1997 .
- Six équipes ont participé a ces joutes, le tournoi s'était joué sous forme de mini - championnat avec aller et retour . chaque équipe jouera dix matches .
- Équipes engagées : -
- Stade Tunisien  , El-Hilal  , CSSfax  , Houmentmen  , Ahly  et NAHussein-Dey  .
- Résultats : -
- Première journée : -
- Dimanche 16 mars 1997 : -
- Ahly  Égypte bat NAHussein-Dey  Algérie 66 à 49 .
- El-Hilal  Tunisie bat Stade Tunisien  Tunisie 53 à 47 .
- CSSfax  Tunisie bat Houmentmen  Liban 48 à 47 .
- 2éme journée : -
- lundi 17 mars 1997 : -
- Houmentmen  Liban bat NAHussein-Dey  Algérie 70 à 53 .
- 9é journée :
- Samedi 29 mars 1997 :
- NAHussein-Dey  Algérie Battu Houmentmen  Liban 55 à 68 .
- 10é et derniére journée : -
- Dimanche 30 mars 1997 : -
- a la salle Béni-Khiar à Neuble  Tunisie .
- Stade Tunisien  bat Al Ahly  Égypte 59 à 54 (mi-temps : 31-27) .
- Classement Finale : -
- 1er - Stade Tunisien  Tunisie , champion arabe grâce au goal average.
- 2é- Al-Hilal Tunis  Tunisie , mêmes points que le champion.
- 3e - Houmentmen  Liban , mêmes points que le champion.
- 4é- CSSfaxien  Tunisie .
- 5é- Al Ahly  Égypte .
- 6é et dernier - NAHussein-Dey  Algérie .
- Sources : -

### Édition 1998
- la 8é édition s'est déroulée à Beirouth (Liban) du 19 au 30 mars 1998 .
- Participants :
- L'OCAlger  Algérie se trouve dans la poule : avec , Homentmen  Liban , le club D'Ezzitouna  Tunisie et Sporting d'Alexandrie  Égypte.
- l'autre poule comprend : CSSfax  Tunisie, le Stade Tunisien  Tunisie , l'Ahly du Caire  Égypte et le Nadi Antranik  Liban .
- Programme :
- Hier : vendredi 20 mars 1998 :
- Nadi  Kahrabaa Beirouth bat  OCAlger (70-53)
- Aujourd'hui : samedi 21 mars 1998 : repos .
- Demain : dimanche 22 mars 1998 :
- Salle kahraba : 18h00:
- OCAlger -  Homentmen (.-.)
- mardi 24 mars 1998 :
- Salle kahraba : 18h00 :
- OCAlger - Sporting Alexandrie  (.-.)
- Classement final :
- 1er - Al-Ittihad Al-Isskandari  Égypte .
- 2eme - Al-Nadi Al-Sfaxi  Tunisie.
- 3éme - Nadi Al-Houmentmen  Liban.
- 4éme - Al-Malaab Al-Tounssi Tunisie .
- 5éme - Al-Ahly Al-Masry  Égypte .
- 6éme - Nadi Al-Zaytouna Al-Tounssi  Tunisie .
- 7éme - OCAlger (Olympi Club D'alger , ex : Dncalger)  Algérie .
- 8éme - Nadi Antranik  Liban .
- Sources :
- SAWT AL-AHRRAR N° 21 du jeudi 19 mars 1998 page 18 .
- Le Matin N° 1864 du samedi 21 mars 1998 page 14 .
- El-Khabar N° 2225 du dimanche 22 mars 1998 page 24 .
- El-Mountakheb El-Djadid N° 93 du samedi 4 avril 1998 page 93.

## Bilans

### Par pays
| Pays    | Victoires | Clubs |
| ------- | --------- | --- |
| Liban   | 10        | Beirut Club (3), Antranik Beyrouth (2), Riyadi Club Beyrouth (2), Homenetmen Beyrouth (2), Club Sagesse (1) |
| Tunisie | 9         | Stade Tunisien (4), Club sportif sfaxien (2), Al-Hilal (1), CSP Circulation (1), ES Cap Bon (1)             |
| Égypte  | 3         | SC Alexandrie (2), Al Ahly Le Caire (1)                                                                     |
| Algérie | 1         | GSP Alger (1)                                                                                               |

## Bilan par clubs
| Clubs                | Pays    | Victoires |
| -------------------- | ------- | --------- |
| Stade tunisien       | Tunisie | 4         |
| Beirut Club          | Liban   | 3         |
| Club sportif sfaxien | Tunisie | 2         |
| SC Alexandrie        | Égypte  | 2         |
| Antranik Beyrouth    | Liban   | 2         |
| Riyadi Club Beyrouth | Liban   | 2         |
| Homenetmen Beyrouth  | Liban   | 2         |
| Al Ahly Le Caire     | Égypte  | 1         |
| Al-Hilal de Tunis    | Tunisie | 1         |
| CSP Circulation      | Tunisie | 1         |
| ES Cap Bon           | Tunisie | 1         |
| Club Sagesse         | Liban   | 1         |
| GSP Alger            | Algérie | 1         |